# Mons (Haute-Garonne)
Mons ist eine  französische Gemeinde mit 1.851 Einwohnern (Stand: 1. Januar 2022) im  Département Haute-Garonne in der Region Okzitanien. Sie gehört zum Arrondissement Toulouse und zum Kanton Toulouse-10 (bis 2015: Kanton Toulouse-8). Die Einwohner werden Monsois genannt.

## Geografie
Mons liegt etwa zehn Kilometer östlich von Toulouse. An der südwestlichen Gemeindegrenze verläuft der Fluss Seillonne. Umgeben wird Mons von den Nachbargemeinden Mondouzil im Norden, Lavalette im Norden und Nordosten, Drémil-Lafage im Osten und Südosten, Flourens im Süden und Südwesten sowie Pin-Balma im Westen.

## Bevölkerungsentwicklung
| 1962                      | 205  |
| 1968                      | 272  |
| 1975                      | 460  |
| 1982                      | 648  |
| 1990                      | 750  |
| 1999                      | 1085 |
| 2006                      | 1400 |
| 2017                      | 1780 |
| Quelle: Cassini und INSEE |      |

## Sehenswürdigkeiten

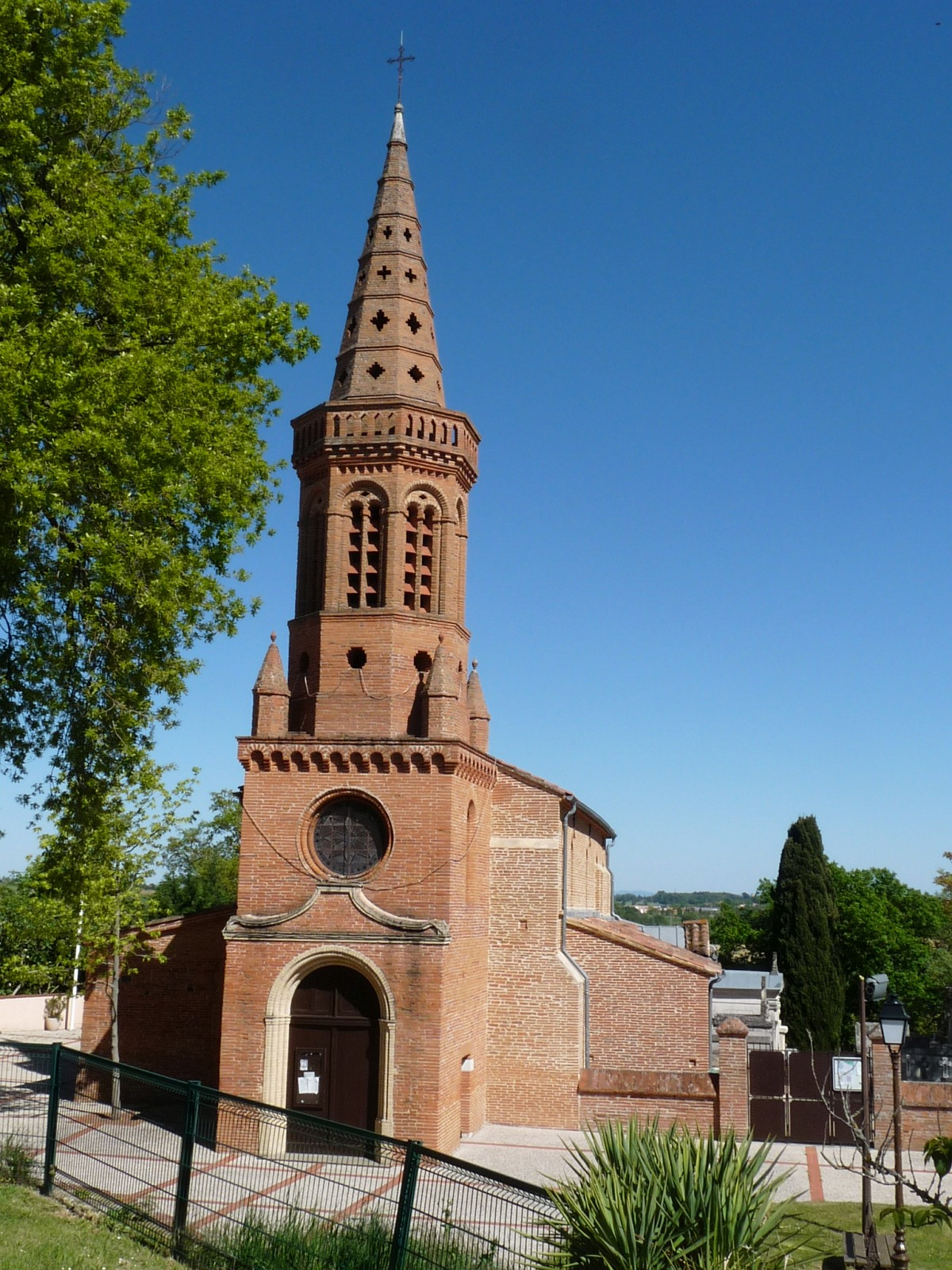
Kirche Saint-Saturnin

- Kirche Saint-Saturnin

## Persönlichkeiten
- At de Mons (gestorben um 1285), Troubadour